# Adolph E. Borie

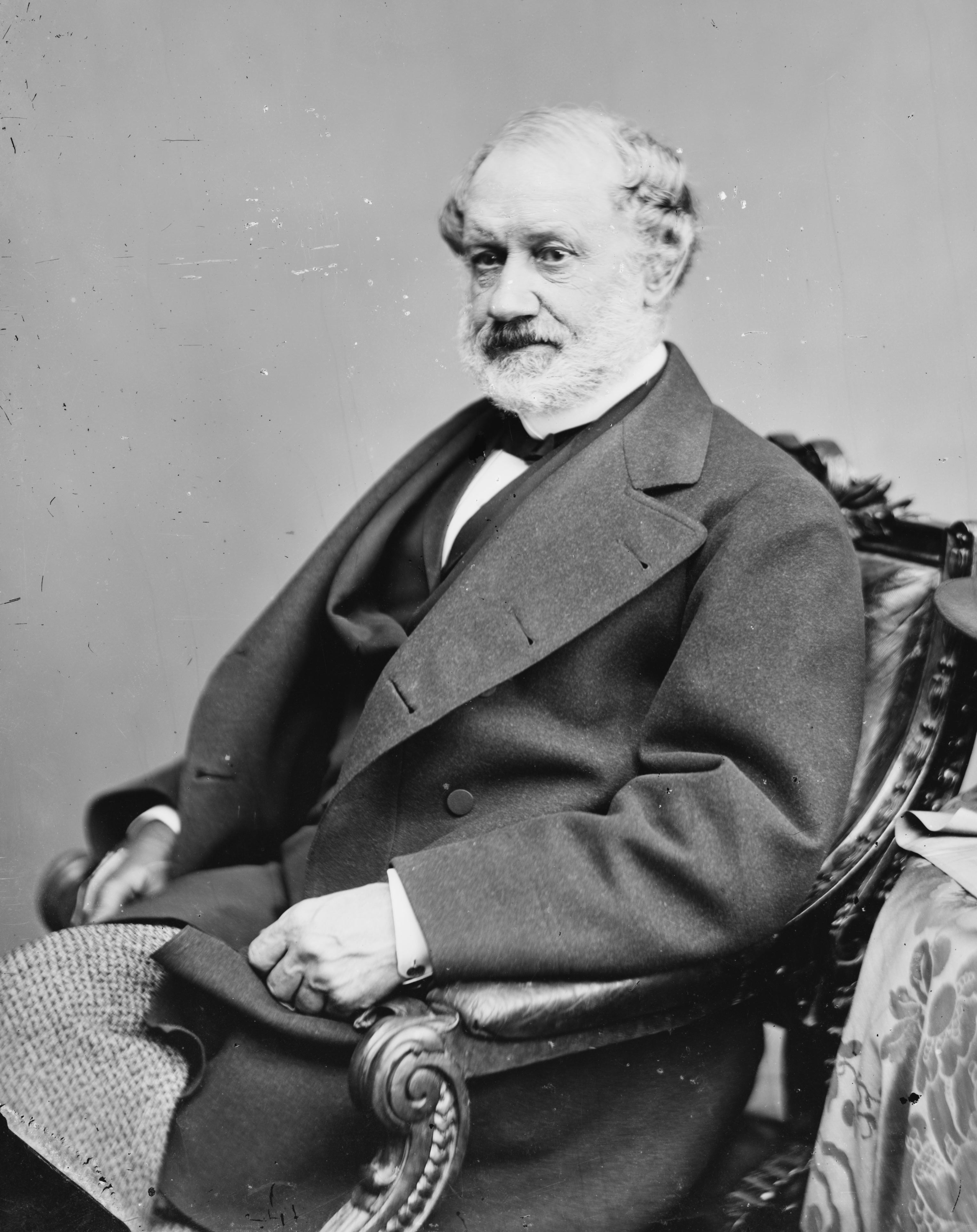
Adolph E. Borie

Adolph Edward Borie (* 25. November 1809 in Philadelphia, Pennsylvania; † 5. Februar 1880 ebenda) war ein US-amerikanischer Politiker (Republikanische Partei), der dem Kabinett von Präsident Ulysses S. Grant als Marineminister angehörte.
Adolph Borie besuchte die University of Pennsylvania, an der er 1825 seinen Abschluss machte. Nach dem Tod seines Vaters, eines mit Seide und Tee handelnden Kaufmanns, übernahm er dessen Geschäft.
Von 1843 bis 1848 fungierte Borie als amerikanischer Konsul in Belgien. Nach der Rückkehr in die USA wurde er Präsident der Bank of Commerce von Philadelphia. Er betätigte sich auch politisch als Mitglied der Republikanischen Partei und schloss Freundschaft mit dem jungen Ulysses S. Grant. Im Vorfeld des Bürgerkrieges unterstützte er die Union im Konflikt mit den Südstaaten.
Nachdem Grant 1868 US-Präsident geworden war, berief er Adolph Borie als Secretary of the Navy in sein Kabinett. Dieser trat sein Amt am 9. März 1869 an, erklärte aber schon am 25. Juni desselben Jahres seinen Rücktritt, weil er der Ansicht war, sich wieder intensiver um seine geschäftlichen Betätigungsfelder kümmern zu müssen. Er blieb trotzdem weiterhin gut mit Ulysses Grant befreundet und begleitete diesen 1877 auf einer Weltreise. Seit 1872 war er Mitglied der American Philosophical Society.
Im Gedenken an den 1880 verstorbenen Marineminister wurden die Zerstörer USS Borie (DD-215) und USS Borie (DD-704) nach ihm benannt.